# Faye-sur-Ardin
Faye-sur-Ardin ist eine französische Gemeinde mit 658 Einwohnern (Stand: 1. Januar 2022) im Département Deux-Sèvres in der Region Nouvelle-Aquitaine (vor 2016: Poitou-Charentes). Sie liegt im Arrondissement Parthenay und im Kanton Autize-Égray.

## Lage
Faye-sur-Ardin liegt etwa 16 Kilometer nordnordwestlich von Niort. 
Umgeben wird Faye-sur-Ardin von den Nachbargemeinden Béceleuf im Norden, Surin im Nordosten und Osten, Sainte-Ouenne im Osten und Südosten, Saint-Maxire im Südosten und Süden, Villiers-en-Plaine im Süden und Westen sowie Ardin im Nordwesten.
Durch die Gemeinde führt die Autoroute A83. 

## Bevölkerungsentwicklung
| Jahr                       | 1962 | 1968 | 1975 | 1982 | 1990 | 1999 | 2006 | 2019 |
| Einwohner                  | 426  | 422  | 387  | 379  | 399  | 403  | 521  | 648  |
| Quellen: Cassini und INSEE |      |      |      |      |      |      |      |      |

## Sehenswürdigkeiten
- Kirche Saint-Vivien aus dem 13. Jahrhundert

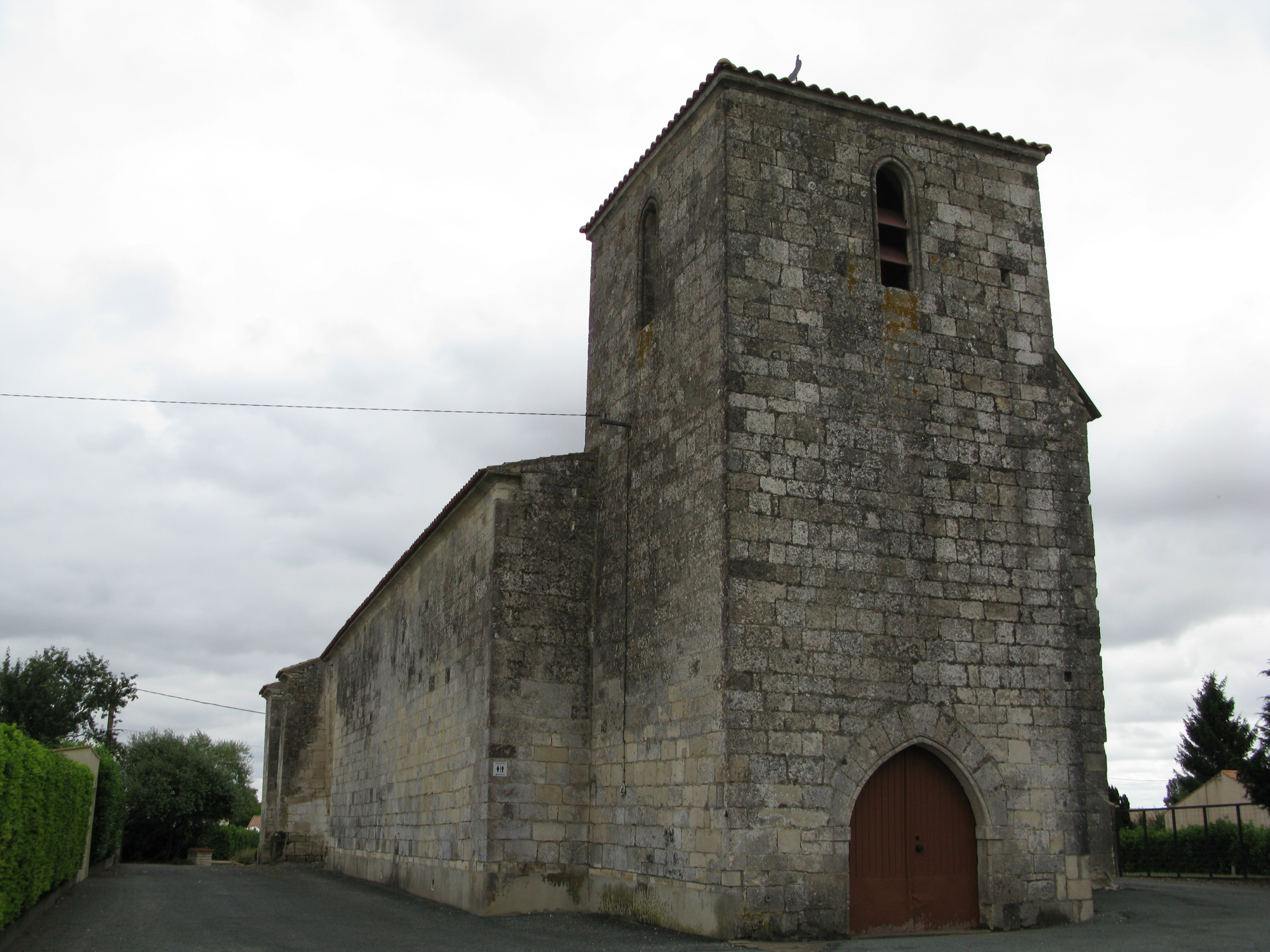
Kirche Saint-Vivien